# Making Christmas
Making Christmas är en punklåt av bandet Rise Against, skriven av Danny Elfman. Låten var med på samlingsskivan Nightmare Revisited som utkom 2008 och innehåller ljudspåren från filmen The Nightmare Before Christmas. Rise Against framförde emellertid inte låten i filmen, det gjorde istället låtskrivaren Danny Elfman.